# Tvheadend
Tvheadend, oft abgekürzt als TVH, ist eine Serveranwendung zum Streamen von LinuxTV-Quellen über HTTP, HTSP und SAT>IP.
Unterstützt werden gängige Formate, unter anderem DVB-T, DVB-S und DVB-C.
Über eine eingebaute Weboberfläche können Kanäle kombiniert und verwaltet werden. Die EPG-Funktion listet Informationen über das derzeitige TV-Programm auf. Mithilfe der integrierten Aufnahmefunktion (DVR) können einzelne Sendungen oder ganze Serien aufgenommen werden.

## Verwendung
Typischerweise eingesetzt wird Tvheadend zum Verteilen des TV-Signals an mehrere Geräte (Smart TVs, Mobiltelefone/Tablets, Set-Top-Boxen) in einem Gebäude oder Netzwerk. Auch größere Flächen können dadurch abgedeckt werden.
Zum Streamen gibt es Clients, die speziell auf Tvheadend zugeschnitten sind. Durch HTTP- und HTSP-Streaming können jedoch mit vielen Mediaplayern Sender und Aufnahmen abgespielt werden.
Tvheadend lässt sich ebenso mit dem Mediacenter Kodi nutzen.